# Kayentasuchus
Kayentasuchus walkeri
Genre
Espèce
Kayentasuchus (le « crocodile de la formation de Kayenta ») est un genre éteint basal de crocodylomorphes, un clade qui comprend les  crocodiliens modernes et leurs plus proches parents fossiles.
Kayentasuchus n'est connu que par un seul squelette fossile fragmentaire découvert dans le nord-est de  l'Arizona, dans des sédiments de la formation de Kayenta datant du Jurassique inférieur (Sinémurien à Pliensbachien), soit il y a environ entre 199,5 et 192,9 millions d'années.

## Historique
L'holotype, référencé UCMP 131830, est connu depuis 1983 sous le nom informel de la « forme de Kayenta ». Il avait été découvert cette année là par le paléontologue James M. Clark. Le spécimen a été découvert dans un chenal gréseux situé dans la partie médiane de la formation dans l'ensemble des « faciès silteux ».
Kayentasuchus a été décrit près de vingt ans plus tard en 2002 par James M. Clark et Hans-Dieter Sues. Une seule espèce est connue, Kayentasuchus walkeri nommé en mémoire du paléontologue britannique Alick Walker. les restes fossiles comprennent une grande partie du squelette mais sous forme fragmentaire, mais seulement son crâne, ses mandibules, son pelvis, son fémur et des ostéodermes ont pu être décrits.

## Description
Il possède un museau haut et étroit et un arrière de crâne aplati comme chez les formes les plus évoluées des crocodyliformes. La mandibule s'amincit vers l'avant et est courbée vers le haut. Les dents sont globalement coniques, mais avec tout de même des bords antérieurs et postérieurs distincts, non dentelés. Chaque côté du prémaxillaire porte quatre dents, tandis que le maxillaire et le dentaire en possèdent douze à treize chacun. L'animal portait des ostéodermes sur son dos et son ventre. Sur le dos ceux-ci sont disposés en deux rangées courant tout le long du corps. Les fémurs de l'animal sont fins.

## Paléoenvironnement
À proximité du fossile de Kayentasuchus ont été découverts des restes de tortues aquatique d'eau douce Kayentachelys, d'un dinosaure Scutellosaurus et de tritylodontés (des cynodontes -animaux mammaliomorphes-). Les faciès et les faunes indiquent un environnement continental de plaine fluviatile.

## Classification
L'analyse phylogénétique des Crocodyliformes réalisée par Mario Bronzati, Felipe Chinaglia Montefeltro et Max C. Langer   en 2012, montre que Kayentasuchus walkeri est situé juste en amont des Crocodyliformes avec qui il est en groupe frère au sein des Crocodylomorpha.